# Quốc hội Nhật Bản
Quốc hội Nhật Bản (Nhật: 国会 Hepburn: Kokkai) là cơ quan lập pháp gồm hai viện của Nhật Bản, gồm Chúng nghị viện (hạ viện) (衆議院, Shūgiin) và Tham nghị viện (thượng viện) (参議院, Sangiin) do người dân bầu. Quốc hội làm luật và bầu Thủ tướng. Quốc hội được thành lập vào năm 1890 lấy tên Nghị viện Đế quốc. Quyền hạn hiện tại của Quốc hội được quy định vào năm 1947. Quốc hội họp ở Nhà Quốc hội (国会議事堂 Kokkai-gijidō) tại Nagatachō, Chiyoda, Tokyo.

## Thành viên
Công dân Nhật Bản đủ mười tám tuổi trở lên có quyền bầu cử. Trước năm 2016, công dân phải đủ hai mươi tuổi trở lên. Ghế trong nghị trường có hai loại: ghế ứng cử viên và ghế liên danh. Cử tri bỏ hai phiếu: lá phiếu thứ nhất lựa chọn một ứng cử viên khu vực bầu cử, lá phiếu thứ hai lựa chọn một liên danh đảng. Ghế ứng cử viên thì ứng cử viên đắc cử chiếm được. Ghế liên danh thì chia cho các đảng căn cứ tỷ lệ đắc phiếu của mỗi liên danh. Hiến pháp Nhật Bản không quy định số nghị viên, cách thức chia ghế trong hai viện hay tư cách bầu cử hoặc ứng cử, nhưng bảo đảm chế độ bầu cử phổ thông và kín và cấm phân biệt đối xử về "chủng tộc, tín ngưỡng, giới tính, địa vị, xuất thân, học vấn, tài sản hay thu nhập".
Ứng cử viên Quốc hội phải có quốc tịch Nhật Bản. Ứng cử viên Chúng nghị viện phải đủ 25 tuổi trở lên. Ứng cử viên Tham nghị viện phải đủ 30 tuổi trở lên. Nghị viên Quốc hội được hưởng mức lương 1,3 triệu yên mỗi tháng. Nghị viên Quốc hội được cấp kinh phí thuê ba thư ký, vé tàu cao tốc miễn phí và bốn vé máy bay khứ hồi mỗi tháng để họ có thể tiếp xúc với cử tri.

## Quyền hạn
Quốc hội là "cơ quan quyền lực nhà nước cao nhất" và "cơ quan làm luật duy nhất của nhà nước". Quốc hội làm luật và quyết định dự toán ngân sách nhà nước do chính phủ trình và phê chuẩn các điều ước. Quốc hội quyết định việc sửa đổi hiến pháp; phải tổ chức trưng cầu ý dân về dự thảo sửa đổi hiến pháp. Quốc hội giám sát chính phủ.
Quốc hội bầu Thủ tướng. Chúng nghị viện bỏ phiếu tín nhiệm đối với chính phủ theo đề nghị của năm mươi nghị viên. Nghị viên Quốc hội có quyền chất vấn Thủ tướng và các thành viên Nội các. Người bị chất vấn phải trả lời trước Quốc hội. Quốc hội có quyền cách chức thẩm phán vi phạm pháp luật hay vi phạm về phẩm chất, đạo đức.
Trong hầu hết các trường hợp, luật phải được Chúng nghị viện và Tham nghị viện thông qua. Thiên hoàng công bố luật, nhưng không có quyền phủ quyết.
Chúng nghị viện trội hơn Tham nghị viện. Đối với dự toán ngân sách nhà nước, điều ước và việc bầu Thủ tướng thì quyết định của Chúng nghị viện thường thắng quyết định của Tham nghị viện. Chỉ Chúng nghị viện có quyền lấy phiếu tín nhiệm và bỏ phiếu tín nhiệm đối với Thủ tướng. Cụ thể là:
- Một dự án luật được Chúng nghị viện thông qua, nhưng bị Tham nghị viện sửa đổi hay bác bỏ trong 60 ngày thì trở thành luật nếu được ít nhất hai phần ba số nghị viên tham gia của Chúng nghị viên biểu quyết tán thành lại.[8]
- Đối với dự toán ngân sách nhà nước và điều ước thì quyết định của Chúng nghị viện thắng quyết định của Tham nghị viện nếu hai viện không thể đồng ý hay Tham nghị viện không có quyết định trong 30 ngày sau khi Chúng nghị viện có quyết định.[8]
- Đối với việc bầu Thủ tướng thì quyết định của Chúng nghị viện thắng quyết định của Tham nghị viện nếu hai viện không thể đồng ý hay Tham nghị viện không có quyết định trong 10 ngày sau khi Chúng nghị viện có quyết định.

Bên trong Nhà Quốc hội
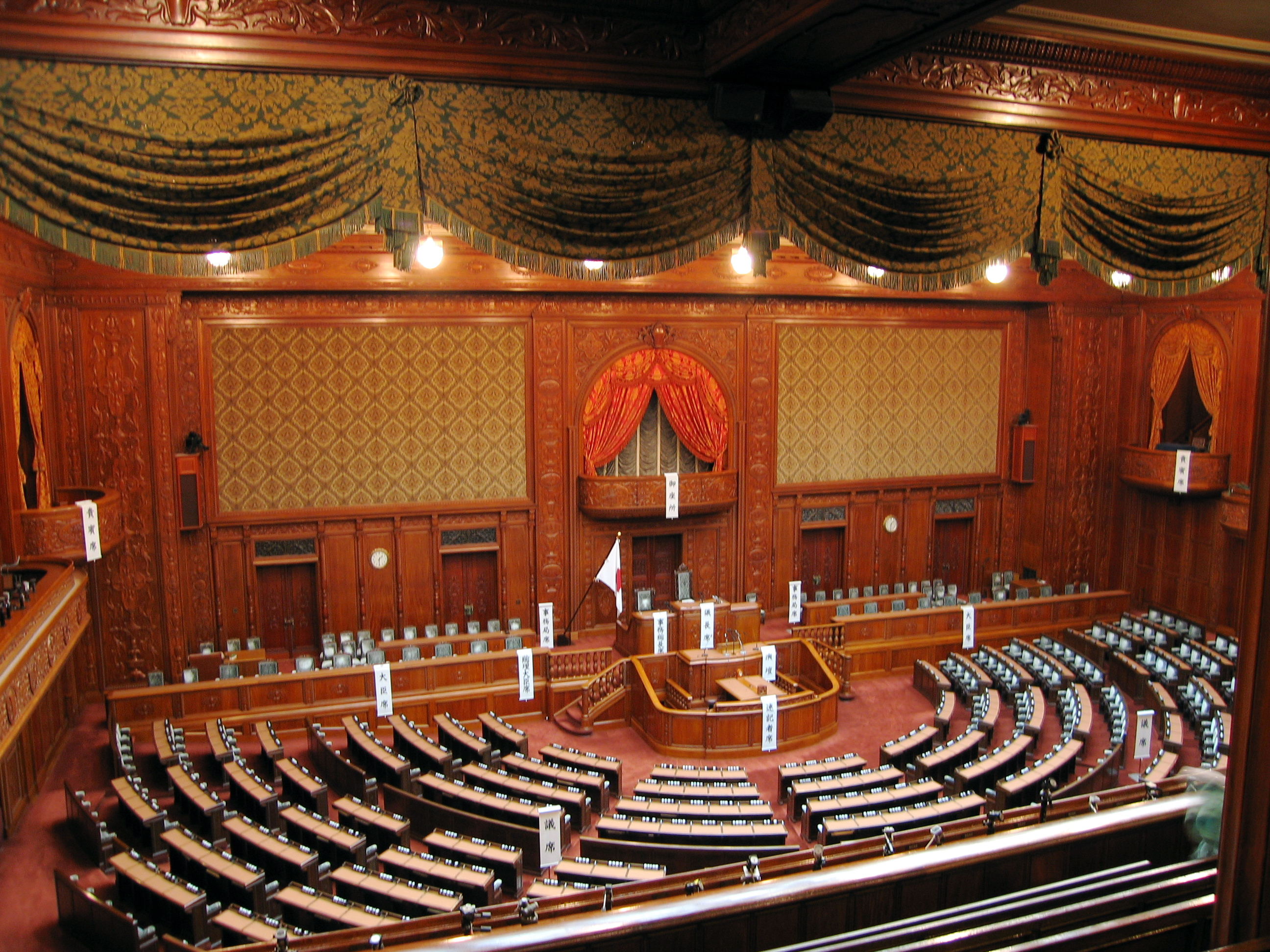
Chúng nghị viện
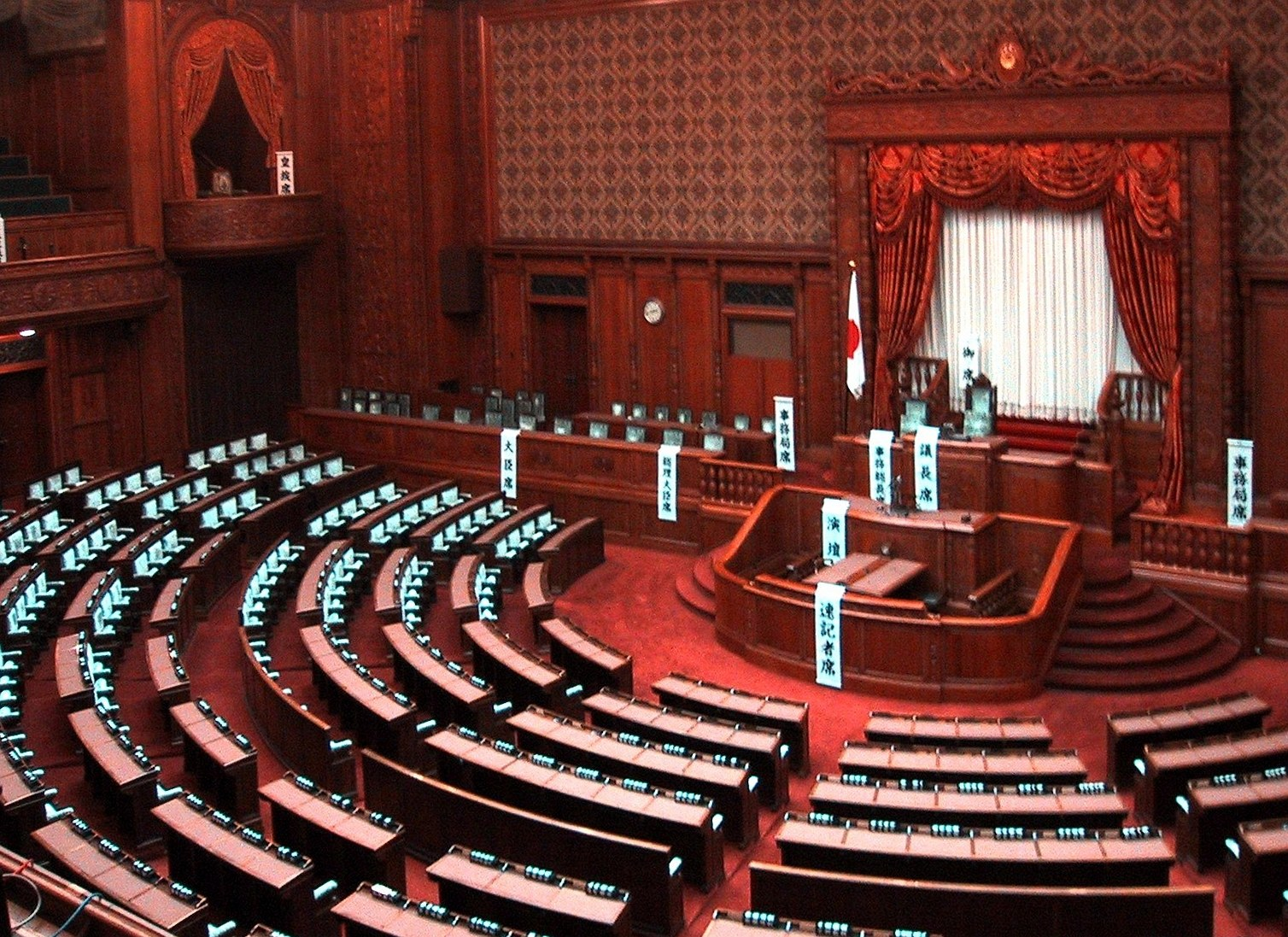
Tham nghị viện
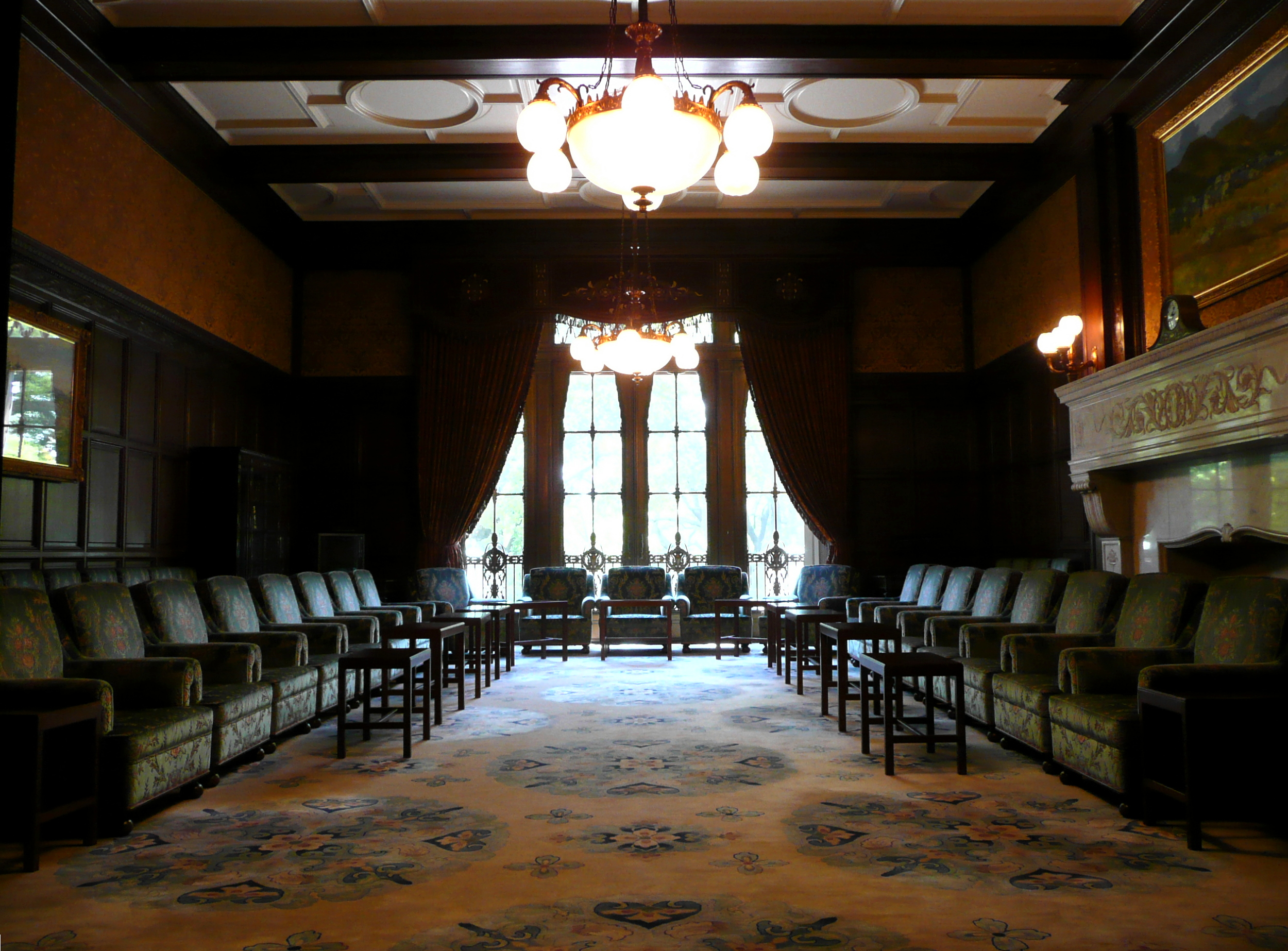
Phòng chờ ở bên cạnh Phòng Nội các

## Hoạt động
Quốc hội họp mỗi năm ít nhất một kỳ. Thiên hoàng triệu tập Quốc hội. Ở mỗi buổi lễ khai mạc kỳ họp, Thiên hoàng có bài phát biểu trong hội trường của Tham nghị viện. Trường hợp khẩn cấp hay một phần tư số nghị viên của một trong hai viện yêu cầu thì Nội các có quyền triệu tập Quốc hội họp bất thường. Thiên hoàng giải tán Chúng nghị viện theo lời khuyên của Nội các. Trong lúc bầu Chúng nghị viện thì Tham nghị viện thường không làm việc.
Phải có ít nhất một phần ba số nghị viên tham gia phiên họp. Mỗi viện họp công khai, trừ phi ít nhất hai phần ba số nghị viên tham gia đề nghị họp kín. Mỗi viện bầu một chủ tịch. Trường hợp biểu quyết hòa thì chủ tịch bỏ phiếu quyết định. Nghị viên Quốc hội có quyền miễn trừ. Không được bắt nghị viên Quốc hội trong thời gian Quốc hội họp. Phải thả nghị viên nếu viện yêu cầu. Nghị viên Quốc hội không chịu trách nhiệm đối với các phát ngôn và biểu quyết trong Quốc hội. Mỗi viện tự ban hành nội quy kỳ họp và chịu trách nhiệm kỷ luật các nghị viên của mình. Bãi nhiệm nghị viên phải được ít nhất hai phần ba số nghị viên tham gia biểu quyết tán thành. Thành viên Nội các có quyền tham dự phiên họp của hai viện để phát biểu về các dự án luật. Mỗi viện có quyền yêu cầu các thành viên Nội các xuất hiện trước viện.

### Quy trình lập pháp
Phần lớn các dự án luật là do Nội các trình Quốc hội. Dự án luật về lĩnh vực nào thì bộ quản lý về lĩnh vực đó dự thảo. Đối với những dự án luật quan trọng hay cần sự trung lập thì bộ có thể thành lập ủy ban cố vấn bao gồm những giáo sư, đại diện công đoàn, đại diện ngành, thống đốc tỉnh, thị trưởng và luôn có cán bộ, công chức đã nghỉ hưu. Dự thảo luật sẽ được gửi đến Cục Lập pháp Nội các và văn phòng đảng cầm quyền.

## Lịch sử
Cơ quan lập pháp đầu tiên của Nhật Bản là Nghị viện Đế quốc (帝国議会 Teikoku-gikai), do Hiến pháp Minh Trị thành lập vào năm 1889. Nghị viện Đế quốc họp lần đầu tiên vào ngày 29 tháng 11 năm 1890. Nghị viện Đế quốc gồm Chúng nghị viện và Viện quý tộc (貴族院). Chúng nghị viện thì dân cử, tuy quyền bầu cử bị hạn chế. Viện quý tộc thì do Thiên hoàng bổ nhiệm trong tầng lớp quý tộc. Năm 1925, tất cả công dân nam thành niên được quyền bầu cử Chúng nghị viện. Nghị viện Đế quốc có những điểm phỏng theo nghị viện của Đế quốc Đức và Anh. Tuy Hiến pháp Minh Trị quy định Thiên hoàng nắm thực quyền, nhưng thực tế là Thiên hoàng chủ yếu theo ý một nhóm nguyên lão.

Luật phải được Nghị viện Đế quốc thông qua và được Thiên hoàng ban hành, tức là Thiên hoàng có quyền phủ quyết luật của Nghị viện Đế quốc. Thiên hoàng tự quyết việc bổ nhiệm Thủ tướng, cho nên Thủ tướng thường không được chọn trong số nghị viên và không được Nghị viện Đế quốc tín nhiệm. Nghị viện Đế quốc không có thực quyền kiểm soát ngân sách nhà nước: nếu Nghị viện Đế quốc không phê duyệt ngân sách nhà nước do chính phủ trình thì chính phủ được thi hành ngân sách năm trước.

Các trụ sở Quốc hội
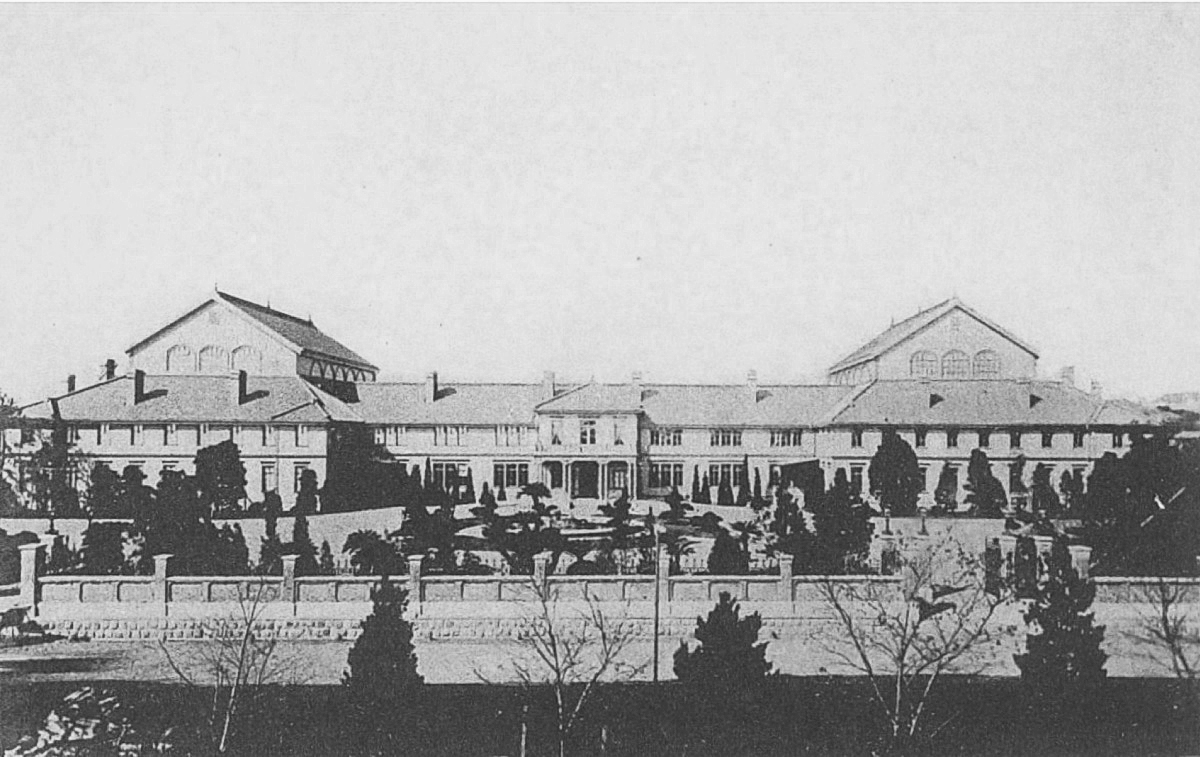
Tòa Nghị viện Đế quốc thứ nhất (1890–91).
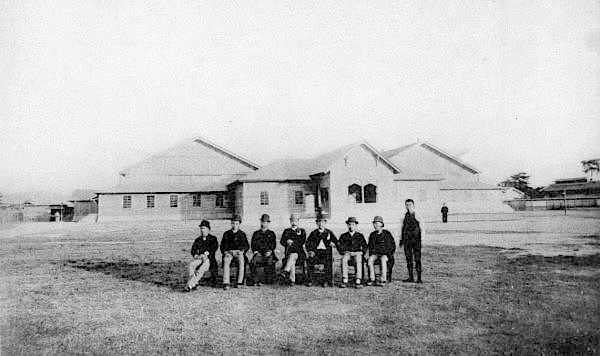
Nhà Quốc hội tạm thời ở Hiroshima (1894).
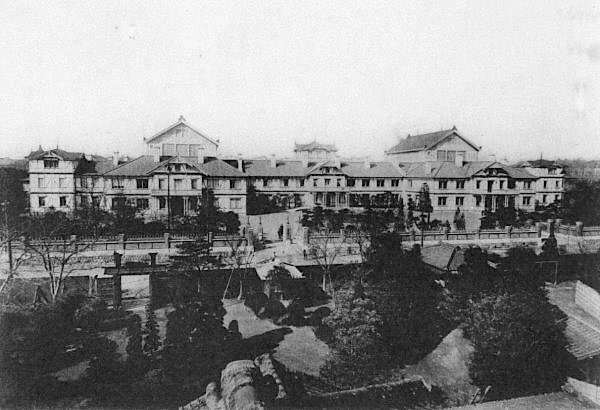
Tòa Nghị viện Đế quốc thứ hai (1891–1925).
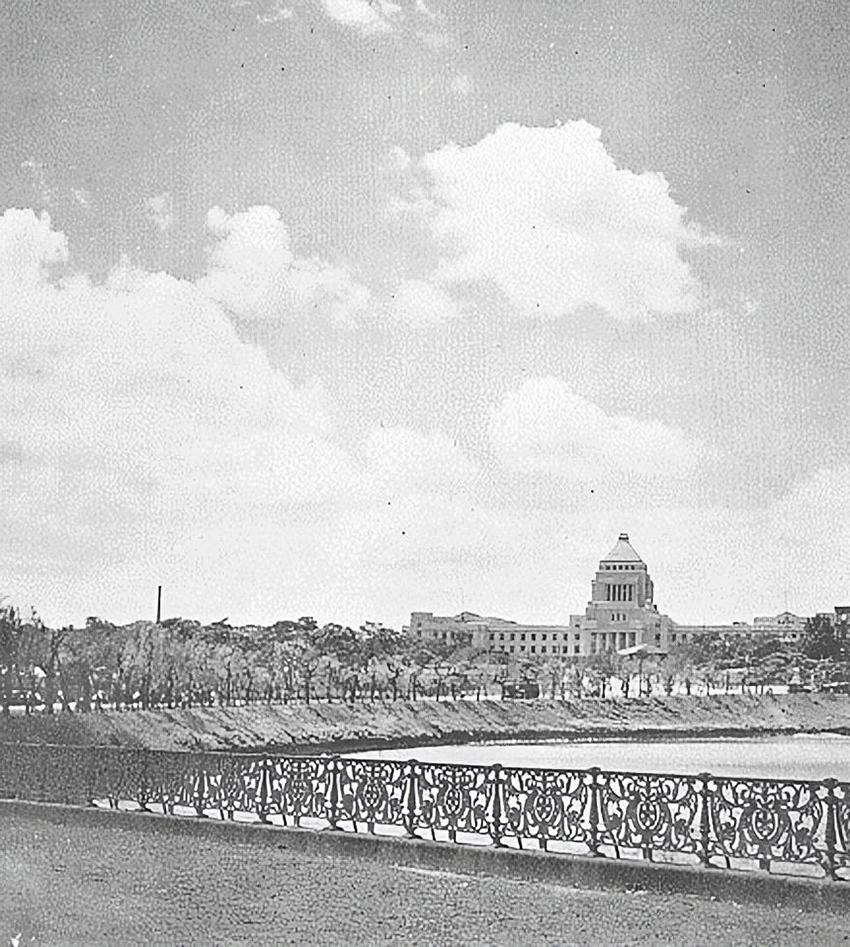
Nhà Quốc hội (1930).
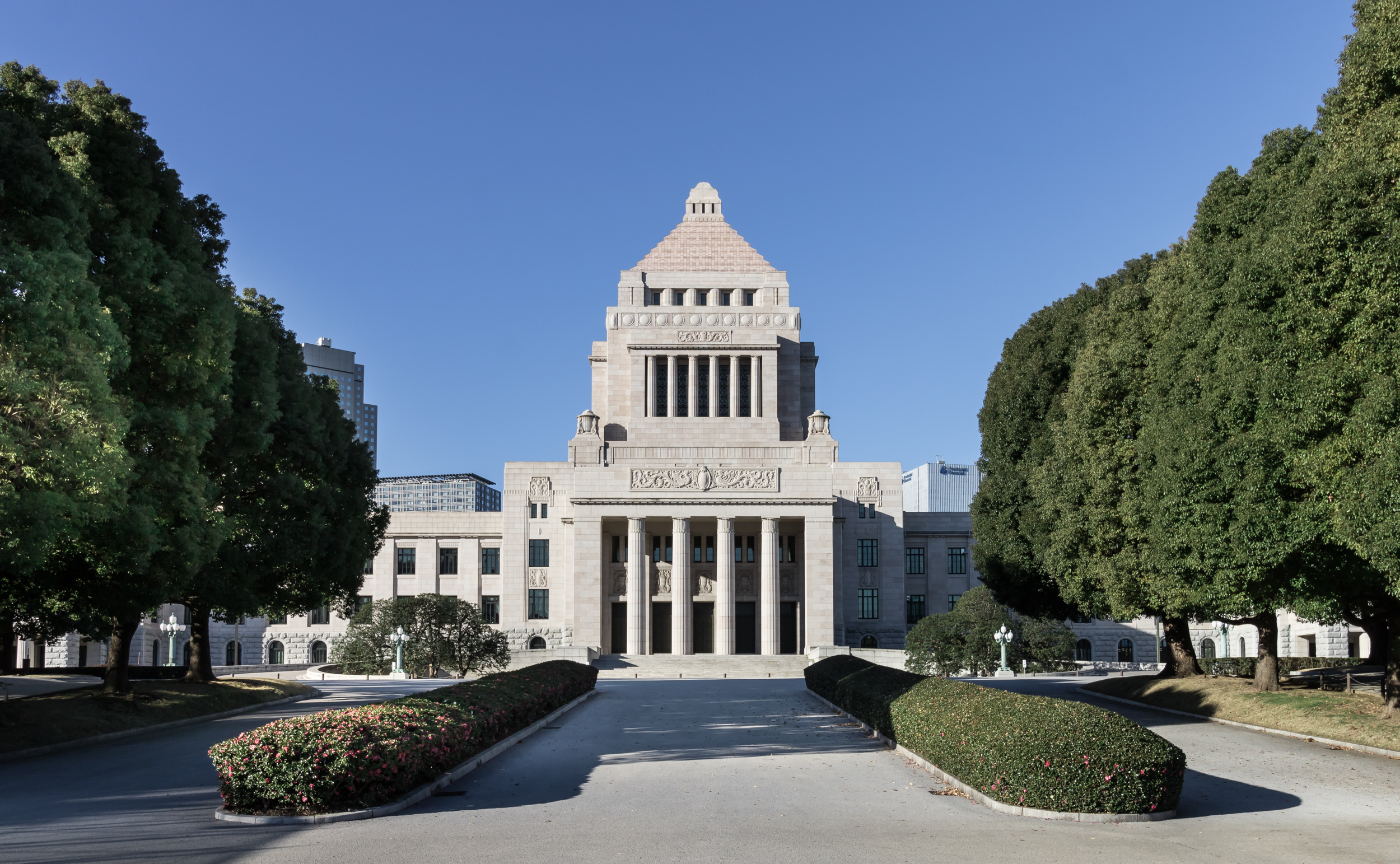
Nhà Quốc hội (2019).

## Các loại kỳ họp
Có ba loại kỳ họp Quốc hội:
- Kỳ họp thường lệ (常会). Kỳ họp thường lệ hay được triệu tập vào tháng 1, kéo dài 150 ngày và có thể gia hạn một lần.
- Kỳ họp bất thường (臨時会). Nội các quyết định việc triệu tập kỳ họp bất thường. Trường hợp một phần tư tổng số nghị viên một trong hai viện yêu cầu thì Nội các phải quyết định việc triệu tập.
- Kỳ họp đặc biệt (特別会). Trường hợp Chúng nghị viện bị giải tán thì kỳ họp đặc biệt được triệu tập sau khi bầu xong Chúng nghị viện.
- Kỳ họp khẩn cấp (緊急集会). Trường hợp khẩn cấp mà Chúng nghị viện bị giải tán thì Nội các có quyền triệu tập Tham nghị viện. Sau khi bầu xong Chúng nghị viện thì những quyết định của Tham nghị viện bị bãi bỏ nếu không được Quốc hội khoá mới phê chuẩn.

Kỳ họp Quốc hội kết thúc nếu Chúng nghị viện bị giải tán.